# Kereszttűzben (film, 2021)
A Kereszttűzben (eredeti címe: Survive the Game) 2021-ben bemutatott amerikai akció-thriller James Cullen Bressack rendezésében. A főszerepet Chad Michael Murray és Bruce Willis alakítja.
Az Amerikai Egyesült Államokban 2021. október 8-án jelent meg a Lions Gate Entertainment forgalmazásában.

## Cselekmény
David rendőrtiszt megsérül egy balul sikerült drograzziában. Társa Cal, egy távoli farmra üldözi a két elkövetőt, amelynek tulajdonosa egy Eric nevű bajba jutott veterán. Miközben Cal és Eric kitervelik a megvédésüket, újabb maffiózók érkeznek. A két férfinak mindent be kell vetnie, hogy túléljék.

## Szereplők
| Szerep | Színész             | Magyar hang            |
| ------ | ------------------- | ---------------------- |
| Eric   | Chad Michael Murray | Horváth-Töreki Gergely |
| David  | Bruce Willis        | Dörner György          |
| Cal    | Swen Temmel         | Fehér Tibor            |
| Jean   | Zack Ward           | Dévai Balázs           |
| Violet | Kate Katzman        | Gáspár Kata            |
| Frank  | Michael Sirow       | Szatory Dávid          |
| Andrew | Canyon Prince       | N/A                    |
| Hannah | Sarah Roemer        | N/A                    |
| Ed     | Sean Kanan          | N/A                    |

További magyar hangok: Hajdu Tibor, Bozó Andrea, Pap Katalin

## Megjelenés
A film 2021. október 8-án kerül a mozikba és Video on Demand módon, 2021. október 12-én pedig Blu-rayen és DVD-n jelent meg.

## Fogadtatás
A film hat kritika alapján 17%-os értékelést kapott a Rotten Tomatoes-on.

## Fordítás
- Ez a szócikk részben vagy egészben  a   Survive the Game című angol Wikipédia-szócikk fordításán alapul.  Az eredeti cikk szerkesztőit annak laptörténete sorolja fel. Ez a jelzés csupán a megfogalmazás eredetét és a szerzői jogokat jelzi, nem szolgál a cikkben szereplő információk forrásmegjelöléseként.